# Roque Biafore
Roque Biafore (* 12. Oktober 1896; † 5. Mai 1975), bekannt als Roquito, war ein argentinischer Bandoneonist und Tangokomponist.

## Leben
Biafore entstammte einer Musikerfamilie italienischer Herkunft. Den ersten Bandoneonunterricht erhielt er von seinem älteren Bruder Ángel. Später unterrichtete ihn sein Freund Alcides Palavecino in Musiktheorie und Solfège und Cipriano Nava in Harmonielehre. Um 1917 debütierte er in einem Trio mit José Tarantino und dem Gitarristen Floriano Benavento. Später wechselte er zur Band des Pianisten José Martínez, der Antonio Buglione, Graciano de Leone und Pacífico Lambertucci angehörten.
1918 wurde er Mitglied im Orchester Carlos Vicente-Geroni Flores (u. a. mit Agesilao Ferrazzano, Bernardo Germino und Ricardo Brignolo), das in der Bar Iglesias auftrat. Im Lo de Laura trat er mit Vicente Greco auf. Im Café Nacional spielte er nachmittags mit den Geigern José Tarantino und Ernesto Pierri und dem Pianisten Fidel del Negro und abends mit Emilio Bianchi, dem Geiger José de Grandis und einem Bruder Pierris am Klavier. 1919 trat er dem Orchester Samuel Castroitas im Pabellón de las Rosas bei. Mit Francisco Canaro spielte er 1921 bei den Karnevalsbällen am Teatro Opéra. Enrique Delfino engagierte ihn für sein Cuarteto de Maestros. 1922 spielte er als Mitglied des Orchesters Juan Canaros im Armenonville.
Ab Ende 1922 trat Biafore täglich mit einem eigenen Orchester in der Bar El Manzanares auf. Daneben hatte er mit seinem Orchester regelmäßige Auftritte bei verschiedenen Radiosendern. 1925 trat er mit Francisco Lomuto auf, später auch mit Alpidio Fernández und mit Roberto Zerrillo. 1932 gründete er erneut seine eigenes Orquesta Típica Biafore. Seine letzten Auftritte hatte er zwischen 1938 und 1941 bei den Radiostationen Porteña, Mitre und Belgrano mit einem von seinem Bruder Pascual Biafore geleiteten Orchester. 1942 spielte er in Lopecitos Stück La cabalgata del tango, de Villoldo a Gardel am Teatro Apolo in einer Szene den Bandoneonisten Eduardo Arolas. Biafores Kompositionen wurden in den 1920er und 1930er Jahren mehrfach von Musikern wie Roberto Firpo, Ignacio Corsini, Francisco Canaro, Francisco Lomuto und Pedro Maffia aufgenommen, gerieten aber später weithin in Vergessenheit.

## Kompositionen
- Amurado me dejaste (Text von Juan Durante)
- Cabecita plateada (Text von Julián de Charras)
- Carocito
- Declaración
- Una apuesta
- Un recuerdo
- Triste pasado
- Cambió tu suerte (Text von Manuel Meaños)
- Te armarás (Text von Antonio Polito)
- La galleta (Text von Claudio Arena)
- Misterioso
- Secante
- Ilusión (Text von José De Grandis)
- Moza linda (mit seinem Bruder Pascual, Text von Alfredo Bigeschi)